# サント・アンドレ・デ・テイシド礼拝堂
サント・アンドレ・デ・テイシド礼拝堂（Santuario de Santo André de Teixido）は、スペイン・ガリシア州ア・コルーニャ県セデイラのサン・アンドレス・デ・テイシド地区にあるカトリック教会の礼拝堂。聖アンデレに捧げられている。

## 巡礼地

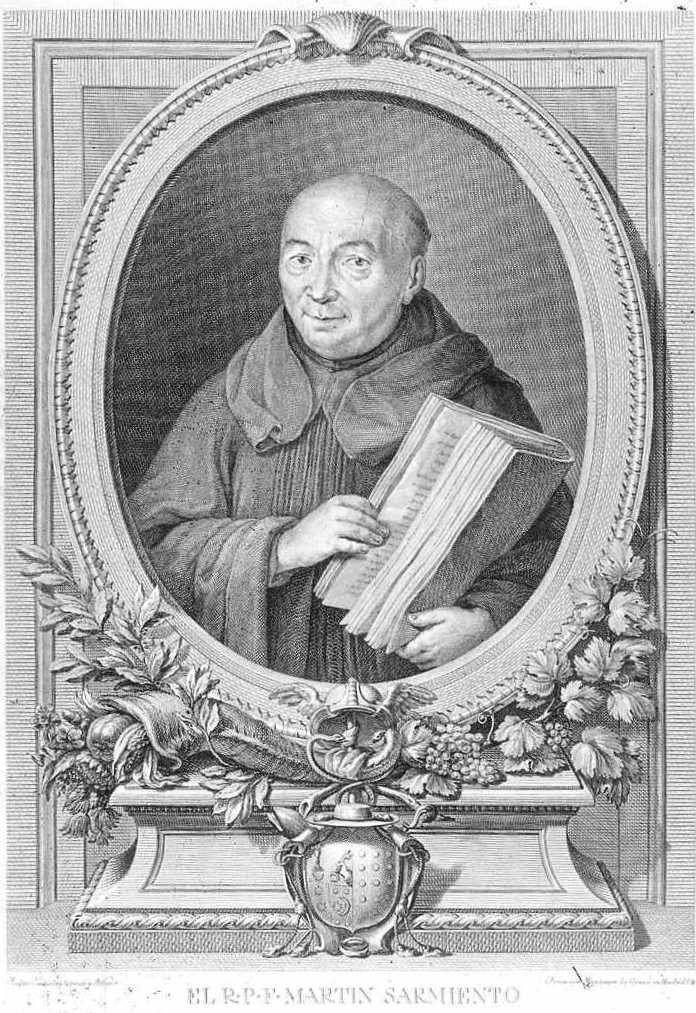
1755年に当地を訪れたサルミエント神父

セデイラはガリシア州ア・コルーニャ県の県都ア・コルーニャから約40㎞北東にある自治体である。セデイラの中心部から山を越えてさらに10km北東進むと、大西洋に面した崖の上にサン・アンドレス・デ・テイシド地区が築かれている。この地区の2007年の人口は49人だった。
サント・アンドレ・デ・テイシド礼拝堂はガリシア地方有数の巡礼地であり、「彼は死んでいる。生きてはいないのだ」という言葉が知られている。もっともよく知られた巡礼日は9月8日であり、11月30日にはより大規模な典礼が行われる。伝承によると、使徒らは船でオルテガルの崖にたどり着き、船を転覆させて岩となった。「死ぬ前にこの礼拝堂を訪れなければ、来世は昆虫か爬虫類に生まれ変わってしまう」という伝承がある。
鉄器時代にはすでに巡礼者がこの地を訪れていたとされるが、巡礼の様子が文献に初登場するのは1391年のことである。マルティン・サルミエント神父は1755年6月14日の土曜日にこの礼拝堂を訪れ、著書『Viaje a Galicia』において「小規模で、古く、価値がない」と記している。この時代に祭壇画以外の装飾物はなかった。コトバーデでは「サント・アンドレの巡礼路は天の川であり、サント・アンドレ・デ・テイシド礼拝堂で終わる」とされている。

## 建築
建物は海洋型のゴシック建築である。もっとも古い部分は先端が鋭い凱旋門である。当初はヴォールトが採用された後陣、エリザベス朝のような線繰形アーチからなる側扉は、後期ゴシックの典型例である。1781年には新しいファサードと鐘楼が追加された。芸術的に注目すべきバロック様式の祭壇画がある。1970年には聖アンデレの殉教を描いた壁画が発見された。

## ギャラリー

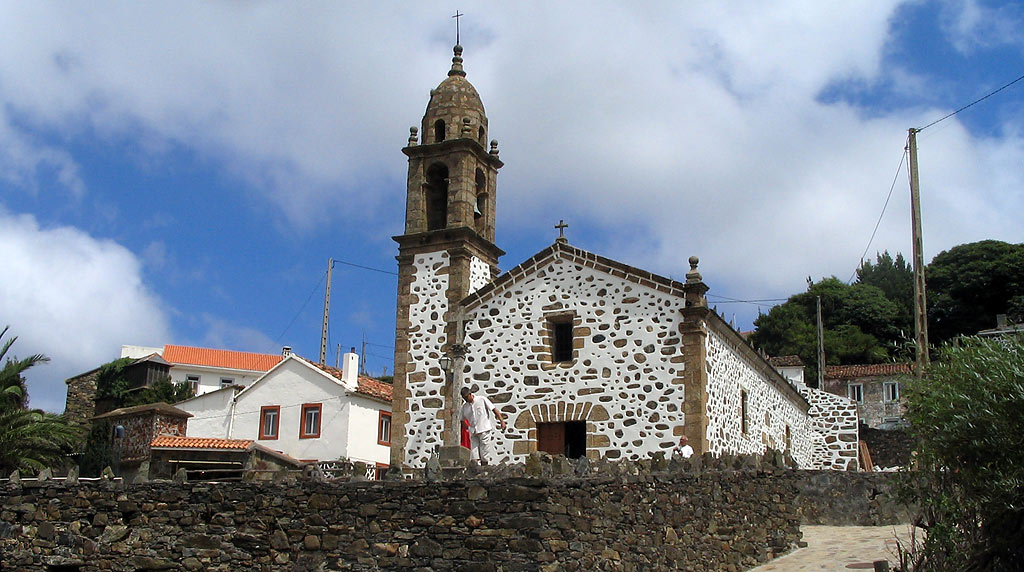
礼拝堂の全景
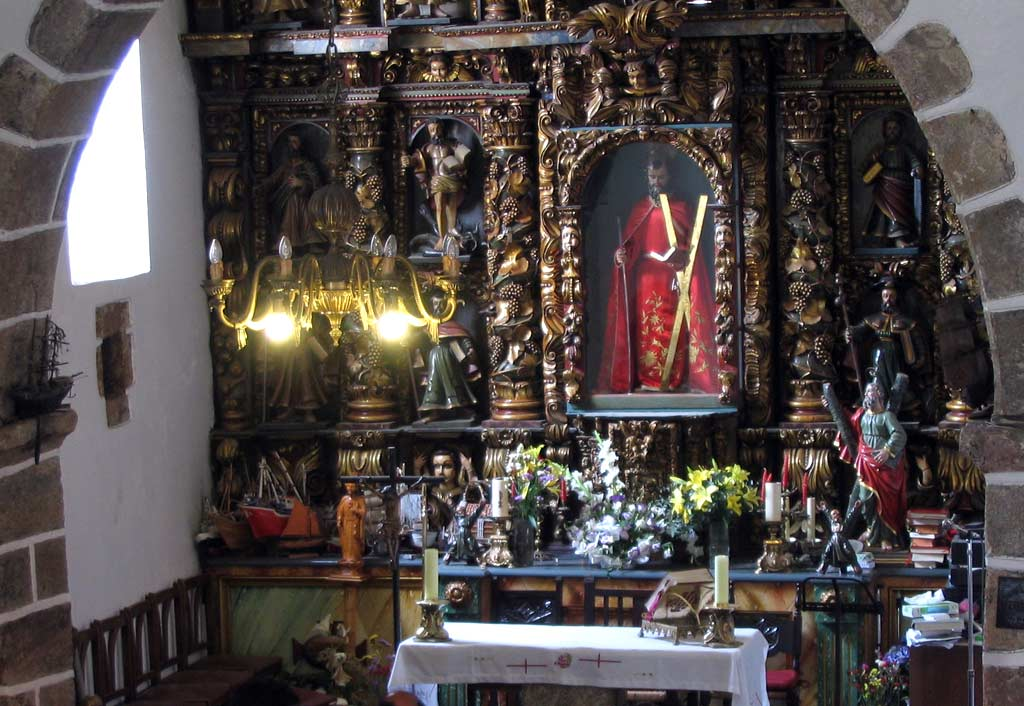
礼拝堂の内部
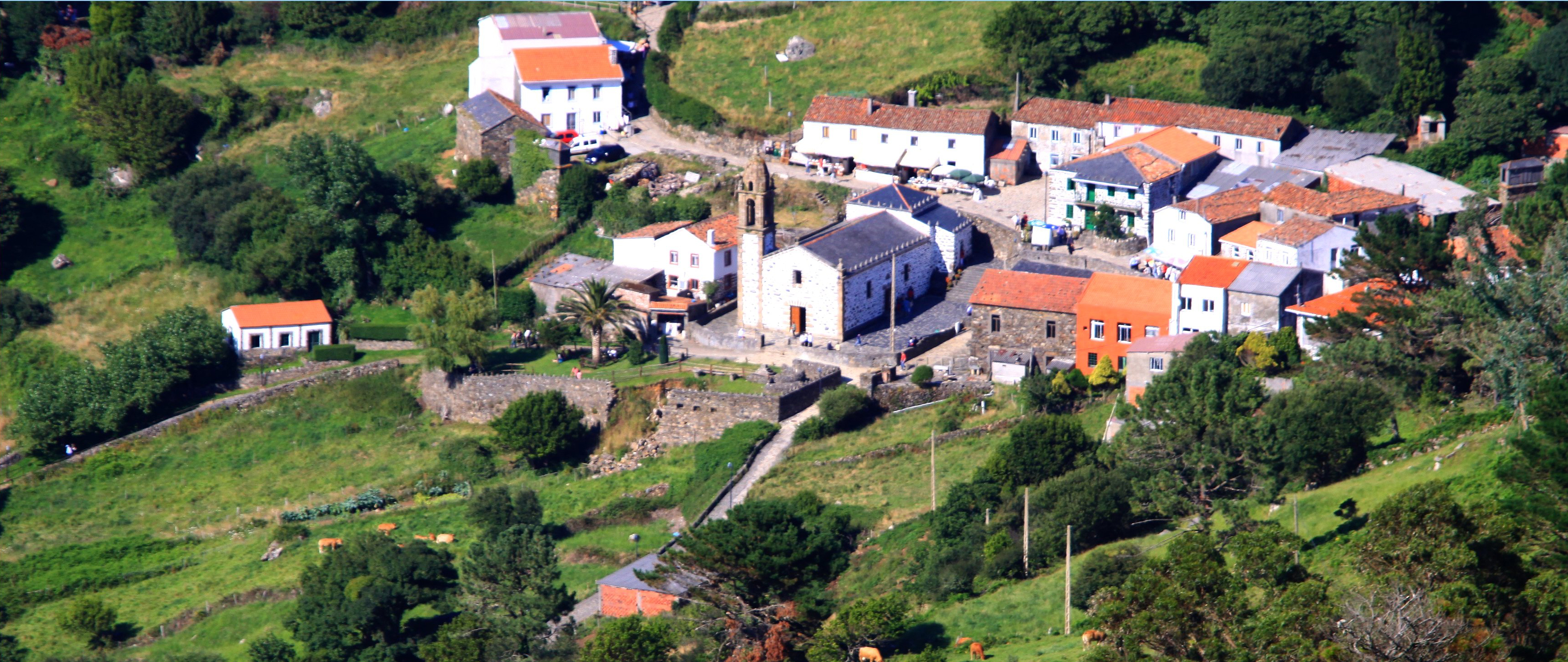
サン・アンドレス・デ・テイシド地区の航空写真
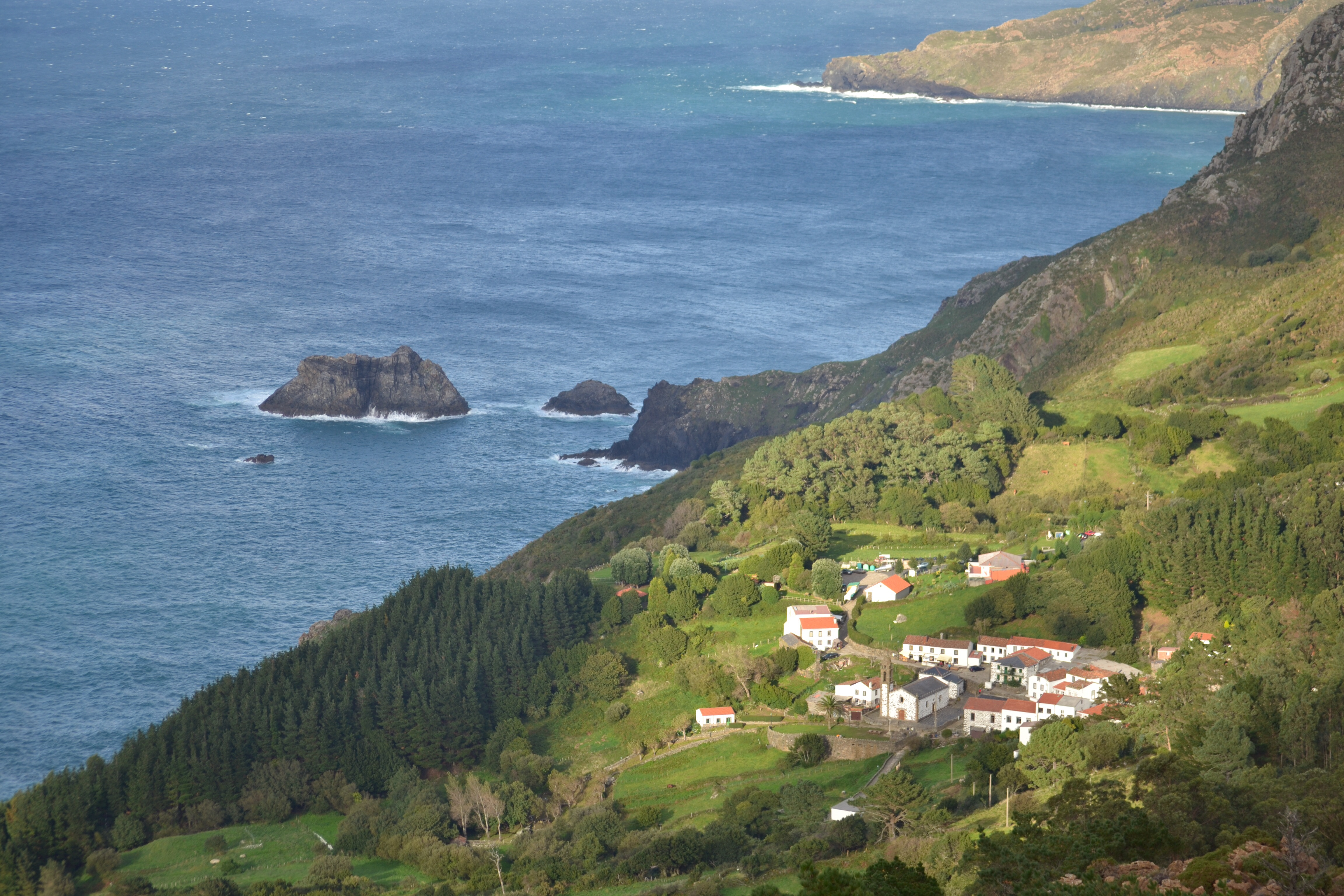
崖上にあるサン・アンドレス・デ・テイシド地区

## 関連文献
- 寺尾江利子「サン・アンドレス・デ・テイシド巡礼と伝承 『ダマ・ヘルダ』の一考察」『説話・伝承学』第8号、説話・伝承学会、2000年、183-195頁。